# Lee Chun-hee
Lee Chun-hee (Hangul: 이천희, Hanja: 李天熙, RR: I Cheon-hui), es un actor, modelo y cantante surcoreano.

## Biografía
Estudió en el "Seoul Institute of the Arts".
El 11 de marzo del 2011 se casó con la actriz Jeon Hye-jin, el 30 de julio del mismo año le dieron la bienvenida a su primera hija, Lee So-yu.

## Carrera
Es miembro de la agencia "Management Soop (Soop Entertainment)".
En junio del 2008 se unió como miembro del programa Family Outing donde formó parte hasta junio del 2009.
En diciembre del mismo año se unió al elenco recurrente de la serie King Sejong the Great donde interpretó al ingeniero e inventor Jang Yeong-sil.
En septiembre del 2009 se unió al elenco principal de la serie Smile, You donde dio vida a Seo Sung-joon, hasta el final de la serie en marzo del 2010.
En 2010 se unió al elenco de la serie Gloria donde interpretó a Ha Dong-ah.
Ese mismo año apareció por primera vez como invitada en el popular programa de variedades surcoreano Running Man donde formó parte del equipo "Home Team" junto a Kim Jong-kook, Song Joong-ki, Ji Suk-jin y Goo Ha-ra. En 2012 regresó ahora como parte del equipo "Chasing Team" junto a Ji Jin-hee, Joo Sang-wook y Kim Sung-soo durante el episodio 76 y en el episodio n.º 77 formó parte del equipo "Yellow" junto a Lee Kwang-soo, IU y Kim Sung-soo. En el 2014 apareció durante el episodio n.º 226, un año después regresó al programa en el 2015 donde fue parte del equipo "Ji-hyo Team" con Song Ji-hyo, Yoo Jae-suk, Gary y Kim Hee-won. Finalmente su última aparición en el programa fue durante febrero del 2017 donde formó parte del equipo "Friends Team" junto a Heo Kyung-hwan, KCM, Kim Won-hee y Kim Yong-man en el episodio 339.
El 4 de enero del 2012 se unió al elenco principal de la serie Take Care of Us, Captain donde dio vida a Kang Dong-soo, hasta el final de la serie el 8 de marzo del mismo año.
En el 2013 se unió al elenco recurrente de la serie Master's Sun donde interpretó a Yoo Jin-woo, un hombre que puede ver fantasmas y que termina enamorándose del espíritu de Gong-shil.
En mayo del mismo año se unió al elenco principal de la serie Dating Agency: Cyrano donde dio vida a Cha Seung-pyo, el chef de un restaurante, hasta el final de la serie en julio del mismo año.
En 2014 formó parte del programa Laws of the City (también conocida como "Law of the City in New York"), el spin-off del programa "Laws of the Jungle", donde participó junto a John Park, Kim Sung-soo, Jung Kyung-ho, Baek Jin-hee,  Moon Chul de (Royal Pirates) y Ailee. 
En el 2015 se unió al elenco recurrente de la serie Hello Monster (también conocida como "I Remember You") donde interpretó a Kang Eun-hyuk, el líder de la unidad de policía y el hijo del comisionado de la policía. 
En el 2016 apareció por primera vez durante la vigésimo séptima temporada del programa de supervivencia Law of the Jungle in Mongolia donde participó junto a Kim Byung-man, Seo In-guk, Ye Ji-won, Kim Min-kyo, Kangnam, Lee Sun-bin, Ryu Seung-soo, Julien Kang, Park Se-young, Eric Nam y Changsub. 
El 1 de diciembre del 2017 se unió a la trigésima cuarta temporada de la serie Law of the Jungle in Cook Islands donde participa hasta ahora, junto a Kim Byung-man, Kangnam, JB, Lee Jong-hyun, Solbin, Pak Se-ri y Kim Hwan.
El 4 de mayo del 2018 se unirá al elenco principal de la serie Nonexistent Day In the World, May 23. En la serie compartirá créditos con su esposa la actriz Jeon Hye-jin.
El 24 de noviembre del mismo año se unió al elenco principal de la serie A Promise with the Gods (también conocida como "A Pledge to God") donde dio vida a Song Min-ho, un empresario que importa madera dura y que es un gran fan de su asistente Seo Ji-young (Han Chae-young), hasta el final de la serie el 16 de febrero del 2019.

## Filmografía

### Series de televisión
| Año             | Título                                       | Personaje      | Notas        |
| --------------- | -------------------------------------------- | -------------- | ------------ |
| 2021 - presente | Law School                                   | Park Geun-tae  |              |
| 2018 - 2019     | A Promise with the Gods                      | Song Min-ho    | 48 episodios |
| 2018            | Our Place's Tasty Soybean Paste              | Jang Ki-bok    |              |
| 2018            | Nonexistent Day In the World, May 23         | -              |              |
| 2015            | Hello Monster                                | Kang Eun-hyuk  | 16 episodios |
| 2015            | The Producers                                | Lee Min-chul   | ep. #3       |
| 2013            | Master's Sun                                 | Yoo Jin-woo    | ep. #14-17   |
| 2013            | Dating Agency: Cyrano                        | Cha Seung-pyo  | 16 episodios |
| 2013            | Drama Special - "Like a Fairytale"           | Kim Myung-je   | -            |
| 2012            | Drama Special - "Like a Miracle"             | Noh Sang-pil   | -            |
| 2012            | One Thousandth Man                           | Kim Eung-seok  | -            |
| 2012            | Drama Special - "Do I Look Like a Pushover?" | Han Dong-kyu   | -            |
| 2012            | Take Care of Us, Captain                     | Kang Dong-soo  | 20 episodios |
| 2011            | Drama Special - "Linger"                     | Ha In-sung     | -            |
| 2010            | Gloria                                       | Ha Dong-ah     | 50 episodios |
| 2010            | Road No. 1                                   | Soldado        | ep. #19      |
| 2009            | Smile, You                                   | Seo Sung-joon  | 45 episodios |
| 2008            | On Air                                       | Lee Chun-hee   | ep. #3       |
| 2008            | The Great King, Sejong                       | Jang Yeong-sil | -            |
| 2007            | Conspiracy in the Court                      | Yang Man-oh    | 8 episodios  |
| 2005            | Autumn Shower                                | Kim Soo-hyung  | -            |
| 2005            | Drama City - "Summer, Goodbye"               | Sung-yup       | -            |
| 2005            | Only You                                     | Jung Hyun-sung | 16 episodios |
| 2005            | MBC Best Theater - "Navigator of My Life"    | Hyun-soo       | -            |

### Películas
| Año  | Título                                        | Personaje         | Notas                                                                                      |
| ---- | --------------------------------------------- | ----------------- | ------------------------------------------------------------------------------------------ |
| 2019 | Aewol - Written on the Wind                   | Lee Cheol-yi      | junto a Kim Hye-na, Song Yong-jin, Choi Deok-moon y Park Chul-min                          |
| 2018 | Deja Vu                                       | Cha In-tae        | junto a Nam Gyu-ri, Lee Kyu-han, Dong Hyun-bae, Kim Jae-bum, Jung Kyung-ho y Jung Eun-sung |
| 2018 | Door Lock                                     | Kim Seong-ho      | junto a Gong Hyo-jin, Kim Ye-won, Kim Sung-oh, Lee Ga-sub, Lee Hong-nae y Yun Jong-seok    |
| 2015 | Collective Invention                          | Sang-won          | junto a Lee Kwang-soo, Park Bo-young, Jang Gwang y Lee Byung-joon                          |
| 2014 | How to Steal a Dog                            | Soo-young         | -                                                                                          |
| 2012 | National Security                             | Jefe Kim          | -                                                                                          |
| 2012 | Barbie                                        | Lee Mang-taek     | -                                                                                          |
| 2011 | Little Black Dress                            | Soo-hwan          | -                                                                                          |
| 2009 | A Million                                     | Choi Wook-hwan    | junto a Park Hae-il, Shin Min-ah, Park Hee-soon, Shin Dong-mi, Lee Min-ki y Jung Yu-mi     |
| 2008 | Humming                                       | Joon-seo          | -                                                                                          |
| 2008 | Beautiful                                     | Eun-cheol         | -                                                                                          |
| 2006 | Three Fellas                                  | Ki Sung-hyun      | -                                                                                          |
| 2006 | 3 Colors Love Story - "I Can Hear the Memory" | -                 | -                                                                                          |
| 2005 | The Aggressives                               | Gap-ba            | -                                                                                          |
| 2004 | Temptation of Wolves                          | Yoo-won           | junto a Jo Han-sun, Lee Chung-ah, Gang Dong-won y Chun Ho-jin                              |
| 2004 | Too Beautiful to Lie                          | Young-deok        | junto a Gang Dong-won, Kim Ha-neul, Song Jae-ho, Kim Ji-young y Ku Hye-ryung               |
| 2004 | Ice Rain                                      | Choi Byung-hoon   | -                                                                                          |
| 2003 | A Good Lawyer's Wife                          | Novio de Kim Yeon | -                                                                                          |

### Programas de variedades
| Año                          | Programa                          | Notas                                                    |
| ---------------------------- | --------------------------------- | -------------------------------------------------------- |
| 2019                         | 바다가 들린다                     |                                                          |
| 2019                         | Celeb CEO (문제적보스)            | miembro                                                  |
| 2017 - 2018                  | Law of the Jungle in Cook Islands | 6 episodios - (Ep. #293 - 298) - miembro                 |
| 2010, 2012, 2014, 2015, 2017 | Running Man                       | 7 episodios (#2-3, #76-77, #226, #269 y #339) - invitado |
| 2016                         | Law of the Jungle in Mongolia     | 9 episodios (ep. #229-237) - miembro                     |
| 2014                         | Laws of the City                  | miembro                                                  |
| 2012                         | Adrenaline                        | miembro                                                  |
| 2008 - 2009                  | Family Outing                     | miembro                                                  |

### Presentador
| Año         | Programa                         | Notas       |
| ----------- | -------------------------------- | ----------- |
| 2014 - 2015 | Super Company: The Next K-Design | presentador |

### Videos Musicales
| Año  | Artista / Grupo  | Canción                        | Notas                        |
| ---- | ---------------- | ------------------------------ | ---------------------------- |
| 2009 | K.Will           | "I Miss and Miss and Miss You" | apareció en el video musical |
| 2008 | V.O.S ft. Baby J | "Everyday, Everyday"           | apareció en el video musical |
| 2008 | SG Wannabe       | "Like the First Time"          | apareció en el video musical |
| 2008 | Baek Ji-young    | "Like Love"                    | apareció en el video musical |
| 2008 | V.O.S            | "Youth Day"                    | apareció en el video musical |
| 2007 | Kim Gun-mo       | "A Scarecrow"                  | apareció en el video musical |
| 2004 | g.o.d            | "An Ordinary Day"              | apareció en el video musical |
| 2003 | Jewelry          | "I Like You"                   | apareció en el video musical |

### Revistas / sesiones fotográficas
| Año  | Título           | Notas                                                                |
| ---- | ---------------- | -------------------------------------------------------------------- |
| 2013 | InStyle Magazine | junto a Hong Jong-hyun, Cho Yoon-woo, Lee Jong-hyuk y Choi Soo-young |

### Anuncios
| Año  | Título                     | Notas                    |
| ---- | -------------------------- | ------------------------ |
| 2011 | S-Oil                      | apareció en los anuncios |
| 2009 | Kumho Asiana               | apareció en los anuncios |
| 2008 | Samsung Anycall Haeptikpon | apareció en los anuncios |
| 2008 | Baskin Robbins 31          | apareció en los anuncios |
| -    | Ecole                      | -                        |
| -    | Kia Motors                 | -                        |
| -    | Hanaro Telecom             | -                        |
| -    | Prospect                   | -                        |

## Premios y nominaciones
| Año  | Categoría                                         | Premio                  | Series / Programa        | Resultado |
| ---- | ------------------------------------------------- | ----------------------- | ------------------------ | --------- |
| 2012 | Excellence Award, Actor in a Drama Special        | SBS Drama Award         | Take Care of Us, Captain | Nominado  |
| 2010 | Excellence Award, Actor                           | MBC Drama Award         | Gloria                   | Nominado  |
| 2009 | Best Supporting Actor in a Special Planning Drama | SBS Drama Award         | Smile, You               | Nominado  |
| 2008 | Best New Actor                                    | KBS Drama Award         | King Sejong the Great    | Nominado  |
| 2008 | Netizen Popularity Award                          | SBS Entertainment Award | Family Outing            | Ganó      |